# NGC 6501
NGC 6501 (другие обозначения — UGC 11049, MCG 3-46-4, ZWG 113.9, KCPG 526B, NPM1G +18.0529, PGC 61128) — галактика в созвездии Геркулес.
Этот объект входит в число перечисленных в оригинальной редакции «Нового общего каталога».